# Najtmin (comandante de tropas)
Najtmin, (también llamado Minnajt) fue comandante de tropas de Kush y enviado real a todas las tierras extranjeras durante el reinado de Ramsés II, dinastía XIX. En el Gran Museo Egipcio, salón 15 del ala Este, se encuentran dos estatuas fragmentarias de Natjmin y su esposa con sus rostros expresivos. Una inscripción en la parte trasera menciona que Najtmin fue príncipe, escriba real, comandante supremo y quizás virrey de Kush. También sugiere que fue Portador del Abanico a la derecha del Rey sugiriendo que ocupaba un puesto de alto rango.

## Familia
Los padres de Najtmin fueron el comandante de tropas Pennesuttaui y Maia. La familia de su padre está ampliamente documentada. Los padres de Pennesuttaui eran Minhotep y Maia. Los tíos de Najtmin eran el sumo sacerdote de Amón, Parennefer y el sumo sacerdote de Min e Isis llamado Minmose.

## Atestiguaciones
- Tumba tebana TT282.[7] Una fayenza en la tumba de su hijo Anhernajt menciona al comandante de tropas Najtmin.[2]
- Un grafito en Asuán muestra al portador del Abanico a la derecha del Rey, al enviado real a todos los países extranjeros y al comandante de tropas Najtmin.[2]
- Un grafito de Bigeh menciona a Najtmin y lo identifica como hijo de Pennesuttaui.[2] La inscripción es una plegaria a Jnum por el ka de Najtmin.[7]
- Najtmin se menciona en la tumba de su padre Pennesuttaui (TT156).[2]